# Ger Stroker
Gerardus Johannes Julianus (Ger / Gerrie) Stroker (Amsterdam, 12 augustus 1916 – aldaar, 31 januari 2002) was een Nederlands voetballer en voetbaltrainer.

## Loopbaan
Stroker begon bij De Meer en speelde tussen 1936 en 1938 voor Blauw-Wit. Hij speelde tussen 1938 en 1940 voor Ajax. In 1942 behaalde hij in Den Haag zijn diploma sportmassage bij het Nederlands Genootschap voor Heilgymnastiek en Massage. Aansluitend ging hij vrijwillig in Nazi-Duitsland werken en ging voetballen bij SpVgg 1903 Potsdam. Daar was de tewerkgestelde Jaap Hordijk zijn ploeggenoot. Stroker fungeerde tevens als trainer van de ploeg die vanaf 1943 weer in de Gauliga Berlin-Brandenburg speelde. Eind 1945 keerde Stroker terug bij Ajax. In 1947 speelde Stroker driemaal voor het Nederlands voetbalelftal.
Medio 1947 beëindigde Stroker zijn spelersloopbaan en werd trainer bij HFC. Na zes jaar werd hij trainer van DWS. In de zomer van 1955 was hij kortstondig trainer van BVC Amsterdam voordat Adriaan Koonings werd aangesteld. Hierna trainde hij de jeugd en de amateurs van Ajax. Stroker was van 1958 tot 1960 trainer van FC Volendam.  In april 1960 werd hij met ziekteverlof gezonden en was kortstondig Leen van Woerkom weer aangesteld als interim trainer bij Volendam. Stroker keerde eind april weer terug. Zijn laatste club was HVC. Later kwam Stroker nog met diverse instructievideo's voor voetballers op de markt.
Stroker was oorspronkelijk opgeleid tot loodgieter en werd in 1935 afgekeurd voor militaire dienst. Tijdens zijn periode in Duitsland huwde hij op 12 augustus 1944 in Potsdam de Duitse Anna Luise Gisela Forner met wie hij zich in november 1945 in Amsterdam vestigde en drie kinderen zou krijgen.